# Nathusius (Familienname)
Nathusius ist ein deutscher Familienname.

## Namensträger
- Annemarie von Nathusius (1874–1926), deutsche Schriftstellerin
- August Engelhard von Nathusius (1818–1884), deutscher Gutsbesitzer und Züchter
- Christian Nathusius (1664–1689), deutscher Rechtswissenschaftler
- Clara von Nathusius (* 1995), deutsche Unternehmensberaterin und Bundesschatzmeisterin der Jungen Union (JU)
- Engelhard von Nathusius (1892–1975), deutscher Politiker, Hamburger Staatsrat, Ratsherr und SS-Oberführer
- Elias Nathusius (1628–1676), deutscher Kirchenmusiker
- Elsbeth von Nathusius (1846–1928), deutsche Autorin
- Gottlob Engelhard von Nathusius (1838–1899), preußischer Landrat und Polizeipräsident
- Gottlob Karl von Nathusius (1884–1948), deutscher Züchter und Ornithologe
- Gottlob Moritz Nathusius (1876–1936), deutscher Unternehmer
- Hans von Nathusius (1841–1903), preußischer Offizier und Landstallmeister
- Heinrich von Nathusius (Landwirt) (1824–1890), deutscher Gutsbesitzer, Züchter und Politiker
- Heinrich von Nathusius (Archivar) (auch Nathusius-Neinstedt; 1851–1906), deutscher Archivrat und Historiker
- Heinrich von Nathusius (Unternehmer) (* 1943), deutscher Manager und Unternehmer
- Hermann Engelhard von Nathusius (1809–1879), deutscher Gutsbesitzer, Züchter und Politiker
- Johann Georg Nathusius (1722–1792), deutscher Pastor
- Johann Gottlob Nathusius (1760–1835), deutscher Kaufmann und Großindustrieller
- Johanne Philippine Nathusius (1828–1885), deutsche Stiftsgründerin
- Klaus Nathusius (1943–2022), deutscher Unternehmer und Hochschullehrer
- Marie Nathusius (geb. Scheele; 1817–1857), deutsche Schriftstellerin und Komponistin
- Mark Heinrich von Nathusius (1932–2020), deutscher Generalmajor
- Martin von Nathusius (1843–1906), deutscher Theologe und Hochschullehrer
- Martin Nathusius (Fabrikant) (1883–1941), deutscher Offizier und Großindustrieller
- Philipp von Nathusius (Herausgeber) (1815–1872), deutscher Fabrikant und Publizist
- Philipp von Nathusius (Politiker) (auch Philipp von Nathusius-Ludom; 1842–1900), deutscher Publizist und Politiker
- Simon von Nathusius (1865–1913), deutscher Tierzüchter, Wissenschaftler und Hochschullehrer
- Susanne von Nathusius (1850–1929), deutsche Malerin
- Suzanna von Nathusius (* 2000), polnische Fernsehdarstellerin
- Thomas von Nathusius (1866–1904), deutscher Maler
- Walter von Nathusius (1873–1943), deutscher Unternehmer
- Wilhelm von Nathusius (Zoologe) (1821–1899), deutscher Politiker und Zoologe
- Wilhelm von Nathusius (Offizier) (1856–1937), deutscher Generalmajor
- Wilhelm von Nathusius (Ministerialbeamter) (1893–1952), deutscher Politiker und politischer Beamter
- Wolfgang von Nathusius (1911–1986), deutscher Arzt und Medizinalbeamter